# Неле Клімене
Неле (Юлія) Савиченко-Клімене (лит. Nelė Savičenko-Klimienė; * 1 грудня 1957, Вільнюс) — радянська, литовська та українська акторка театру і кіно.

## Біографія
У 1980 році закінчила Клайпедську філію Литовської консерваторії, з цього ж року — акторка Клайпедського драматичного театру.
З середини 70-х років успішно знімається в кіно («Кримінальний квартет» (1989), «Дамський кравець» (1990, Ірина) та ін.). Всесоюзну популярність акторці принесла роль Гретхен Джордах в багатосерійному телефільмі 1983 року «Багач, бідняк...».
Протягом десятиліття знімалася у фільмах українських кінорежисерів.

## Фільмографія
- «Сповідь його дружини» (лит. «Jo žmonos išpažintis») (1983, Нора)
- «Багач, бідняк...» (1983, Гретхен Джордах)
- «Зіткнення» (1984, Айсте, дружина Казюкенаса)
- «Шлях до себе» (1986)
- «Корона ужа» (лит. «Žalčio karūna») (1986)
- «Під кінець ночі»/ Im Morgengrauen (1987, СРСР—НДР; Ерна Зайферт)
- «Я є» (лит. «Aš esu») (1989, мати)
- «Кримінальний квартет» (1989, Люся, дружина Портного)
- «Марюс» (1990)
- «Шаленою пристрастю ти сама до мене палаєш» (1991, Анна Шаламова)
- «Таємниця» (1992)
- «І він сказав вам „до побачення“» (лит. «Ir jis pasakė jums sudie») (1993, Литва)
- «Двоє на гойдалках» (лит. «Dviese sūpuoklėse») (1994, Литва)
- «Гетто» (лит. «Vilniaus getas») (2006, Німеччина, Литва; лікарка Соня)
- «Заклинання гріха» (лит. «Nuodėmės užkalbėjimas») (2007, Литва; Рита)
- лит. «Garbės kuopa» (2007—2008, т/с, Литва)
- лит. «Dešimt priežasčių» (2011, к/м, Литва)
- «Несправжній час» (лит. «Nesamasis laikas») (2013, Литва)
- «Pakeliui» (2014, Литва)
- «Життя чоловіка восени» (лит. «Vyro gyvenimas rudenį») (2015, Литва)
- «Літо Сангайле» (лит. «Sangailės vasara») (2015, Литва; подруга матері Сангайле)
- «Солодке прощання Віри» (2015, Білорусь; Віра)

та інші.
Кінороботи на українських студіях: 
- «Украдене щастя» (1984, т/ф, реж. Ю. Ткаченко; Анна)
- «Ігор Савович» (1986, т/ф, 3 с, реж. Борис Савченко; Світлана)
- «Дамський кравець» (1990, реж. Леонід Горовець; Ірина)
- «Зброя Зевса» (1991, т/ф, 5 а, реж. М. Засєєв-Руденко; Мей)
- «Чудо в краю забуття» (1991, реж. Наталія Мотузко; Лідія Левайда)
- «Голос трави» (1992, реж. Наталія Мотузко; Юшка)
- «Запах осені» (1993, реж. В. Ноздрюхін-Заболотний. Приз за найкращу жіночу роль на кінофестивалі «75 років Одеської кіностудії», 1994).